# Rhyacia ledereri
Rhyacia ledereri is een vlinder uit de familie uilen (Noctuidae). De wetenschappelijke naam is voor het eerst geldig gepubliceerd in 1870 door Erschoff.
De soort komt voor in Europa.